# Sinornithosaurus
Sinornithosaurus là một chi khủng long, được Xu X. Wang X. L. & Wu X. mô tả khoa học năm 1999.